# 麦克法兰猪笼草
麦克法兰猪笼草是西马来西亚特有的热带食虫植物。其得名于植物学家约翰·缪尔黑德·麦克法兰。麦克法兰猪笼草的捕虫笼具红色斑点。下位笼为卵形至圆柱形，可高达20厘米。笼盖的下表面密布白色短毛。其为麦克法兰猪笼草的特征之一，但尚未清楚其功能。

## 自然杂交种
- N. macfarlanei × N. ramispina[6]
- N. macfarlanei × N. sanguinea[6]

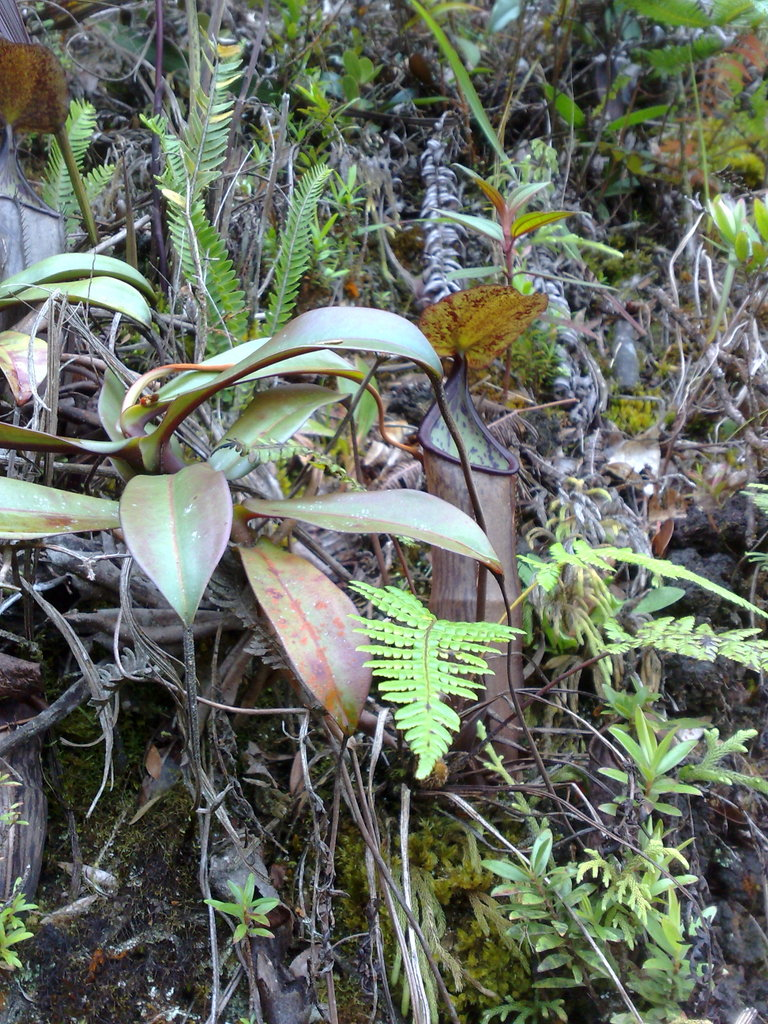
麦克法兰猪笼草与岔刺猪笼草的自然杂交种

## 扩展阅读
- 食虫植物照片搜寻引擎中麦克法兰猪笼草的照片 （页面存档备份，存于）

 维基共享资源上的相關多媒體資源：麦克法兰猪笼草
 維基物種上的相關：麦克法兰猪笼草